# Craig Fairbaugh
Craig Fairbaugh, (11 de marzo de 1978) es un guitarrista norteamericano, exmiembro de la banda +44.

## Ex Bandas
Exguitarrista de las siguientes bandas: Vintage 46, Lars Frederiksen and the Bastards, Transplants, The Forgotten, +44.
- Datos: Q1138536